# Betzingen
Betzingen, Reutlingen-Betzingen — dzielnica miasta Reutlingen w Niemczech, w kraju związkowym Badenia-Wirtembergia.